# London to Brighton
London to Brighton is een Britse thriller-misdaadfilm uit 2006. Regisseur Paul Andrew Williams schreef het verhaal zelf. Hij werd voor de film genomineerd voor onder meer de BAFTA Award voor beste nieuwe regisseur en won er zes andere filmprijzen mee.

## Verhaal
Prostituee Kelly (Lorraine Stanley) en het elfjarige meisje Joanne (Georgia Groome) zijn samen op de vlucht voor Derek (Johnny Harris), de pooier van eerstgenoemde. Terwijl ze in de trein van Londen naar Brighton zitten, wordt via flashbacks duidelijk hoe ieder van de drie precies in de huidige situatie terecht is gekomen.

### Duncan Allen
Kelly blijkt de vroegere vriendin van Derek, die haar als een loverboy de prostitutie in gepraat heeft. Zij heeft zich al in dit lot geschikt wanneer Derek een telefoontje krijgt van de rijke Duncan Allen (Alexander Morton). Hij wil een meisje bestellen, maar wel jong. Liefst van elf of twaalf jaar. Derek stuurt daarop Kelly eropuit om een dakloos meisje te vinden, liefst een met seksuele ervaring die wel wat wil doen voor geld. Op het station treft ze de pas van huis weggelopen Joanne. In ruil voor een door Derek betaalde maaltijd wil ze wel even meegaan naar een cafeetje om hem te ontmoeten.
Wanneer het drietal aan tafel zit, hoort Derek het meisje uit over haar seksuele ervaringen en vraagt haar of ze £100,- wil verdienen. Hij legt uit wat er moet gebeuren en ze stemt in. Derek stuurt Kelly voor de veiligheid met Joanne mee. Allen blijkt een gastvrije, rustige man, die de twee wat te drinken geeft voor hij met Joanne naar zijn slaapkamer vertrekt. Dan wordt duidelijk hoe de twee in de trein terecht zijn gekomen. Allen blijkt Joanne, met diens goedkeuring, met handboeien aan zijn bed vast te hebben gemaakt. Meteen daarna trok de pedofiel echter een mes en vertelde hij haar dat hij haar pijn ging doen. Terwijl de man de kleren van het meisje af sneed, is Kelly op haar gegil afgekomen en in zijn nek gesprongen. Toen Joanne eenmaal los was, heeft ze Allen met zijn eigen mes verschillende keren gestoken. Wetend dat Derek woest zal zijn, heeft Kelly met het meisje de trein gepakt om naar Brighton te vluchten.

### Stuart Allen
Derek, niet wetend wat er voorgevallen is, wordt daarop opgehaald door de zware jongens van Stuart Allen (Sam Spruell), de zoon van de neergestoken man. Zijn vader is aan zijn verwondingen overleden. Nadat hij van Derek vernomen heeft wie er bij zijn vader waren toen het gebeurde, geeft hij Derek 24 uur de tijd om Kelly en Joanne te vinden en bij hem af te leveren. Om zijn boodschap kracht bij te zetten, steekt hij die een mes in zijn been.
Kelly vergeet haar telefoon bij een vriendin van haar. Doordat die van niets weet vertelt ze waar Kelly is wanneer 'haar vriend' Derek belt. Wanneer de pooier arriveert, neemt hij de mensen bij Kelly's vriendin in huis onder schot tot Kelly terugkomt. Met Kelly en Joanne in de kofferbak, rijdt hij naar zijn afspraak met Allen.

### Plotwending
Allen neemt Derek, zijn handlanger Chum (Nathan Constance) en de meisjes mee naar een stuk afgelegen land. Daar geeft hij de twee mannen ieder een schop en laat ze twee kuilen graven waar een mens in past. Wanneer ze klaar zijn met graven, roept Allen Joanne bij zich. In plaats van haar, schiet hij echter Chum neer en neemt hij vervolgens Derek onder schot. Met Joanne tussen zijn armen, duwt Allen de vinger van het huilende meisje op de trekker van het geweer en haalt samen met haar de trekker over, waarna ook Derek dood neervalt. Hij laat zijn handlangers de kuilen dichtgooien met de twee dode mannen erin en stuurt Kelly en Joanne naar zijn tweede wagen. Daar geeft hij ze een stapel geld mee.
De film eindigt nadat Kelly het meisje heeft afgezet bij haar oma (Su Douglas). Vervolgens loopt ze zelf de stad in, de naar prositutees speurende mannen in de wagens negerend.

## Rolverdeling
| Acteur           | Personage    |
| ---------------- | ------------ |
| Lorraine Stanley | Kelly        |
| Georgia Groome   | Joanne       |
| Sam Spruell      | Stuart Allen |
| Alexander Morton | Duncan Allen |
| Johnny Harris    | Derek        |
| Nathan Constance | Chum         |

## Voorgeschiedenis
London to Brighton is een verlengde versie (85 minuten) van regisseur Williams' korte film en regiedebuut Royalty (dertien minuten) uit 2001. De acteurs Harris en Stanley speelden daarin dezelfde rollen.